# Lishulong wangi
Lishulong wangi ("dragón del castaño, de Zheng-Ju Wang ") es la única especie conocida del género extinto Lishulong de dinosaurio sauropodomorfo sauropodiforme que vivió a principios del período Jurásico, hace aproximadamente entre 199 a 183 millones de años, desde el Sinemuriense al Toarciense, en lo que es hoy Asia. . Sus fósiles fueron encontrados en la Formación Lufeng del Jurásico inferior de China.
El espécimen holotipo, LFGT-ZLJ0011, incluye un cráneo, una mandíbula y nueve vértebras cervicales. Fue descubierto en la aldea Jiudu en la ciudad de Konglongshan (anteriormente llamada municipio de Chuanjie), condado de Lufeng, provincia de Yunnan, China, en sedimentos pertenecientes al Miembro Shawan de la Formación Lufeng. Esta localidad está cerca de donde se descubrieron los fósiles del terópodo celofisoideo Panguraptor.
Los restos del sauropodomorfo fueron descritos como pertenecientes a un nuevo género y especie de dinosaurio en 2024. El nombre genérico, Lishulong, combina las palabras del chino mandarín 栗樹 (lìshù), que significa "castaño", después del nombre de la localidad tipo, con 龍 (lóng), que significa "dragón". El nombre específico, wangi, honra a Zheng-Ju Wang por su contribución a la paleontología de vertebrados en Lufeng.
Zhang et al. (2024) incluyeron a Lishulong en un análisis filogenético y encontraron que es un sauropodiforme, taxon hermano de Yunnanosaurus.
|  | Lishulong     |
|  |               |
|  | Yunnanosaurus |
|  |               |

|  | Riojasaurus        |
|  |                    |
|  | Eucnemesaurus spp. |
|  |                    |

|  | Lessemsaurus |
|  |              |
|  | Antetonitrus |
|  |              |

|  | Lishulong     |
|  |               |
|  | Yunnanosaurus |
|  |               |

|  | Riojasaurus        |
|  |                    |
|  | Eucnemesaurus spp. |
|  |                    |

|  | Lessemsaurus |
|  |              |
|  | Antetonitrus |
|  |              |